# Соснин, Николай Николаевич
Николай Николаевич Соснин (Соловьёв; 23 апреля (5) мая 1884 год, Москва — 26 ноября 1962, там же) — русский и советский актёр театра и кино, народный артист РСФСР (1957).

## Биография
Николай Николаевич Соснин (настоящая фамилия — Соловьёв) родился 23 апреля (5) мая 1884 года в Москве в семье служащего. В течение двух лет учился на архитектурном отделении Московского училища живописи, ваяния и зодчества.
Сценическую деятельность начал в 1906 году в Николаеве. В 1914—1916 годах — в Московском драматическом театре Суходольских под руководством И. Э. Дувана и А. А. Санина. В 1917—1924 годах играл в Киевском русском театре Соловцова (с 1919 года — Второй государственный драматический театр УССР им. Ленина). В 1924—1930 годах выступал в театрах Астрахани, Воронежа, Симферополя.
В 1930—1931 годах — в Киевском русском драматическом театре.
В 1931 году переехал в Москву, играл в театре Корша. В апреле 1933 года был приглашен во МХАТ (по рекомендации М. П. Лилиной, видевшей его в театре Корша). К. Станиславский полагал, что приглашенный сможет в какой-то мере стать сменой часто болевшему В. И. Качалову и погибшему В. А. Синицыну. После этого в 1933—1959 годах был актёром МХАТа, где сыграл 21 роль.
Умер 26 ноября 1962 года в Москве, похоронен на Новодевичьм кладбище.

### Семья
- Первая жена — Вера Никаноровна Соловьёва.
  - Сын — художник Лев Николаевич Соловьёв (1907—1986), член Союза художников СССР.
  - Дочь — Татьяна Николаевна Соловьёва.
  - Сын — Арсений Николаевич Соловьёв.
- Вторая жена — Елизавета Михайловна Соловьёва-Соснина (урожд. Анцева).

## Награды и премии
- Заслуженный артист РСФСР (1938).
- Заслуженный деятель искусств РСФСР (1947).
- Народный артист РСФСР (1957).
- Орден Трудового Красного Знамени (26.10.1948).
- Медали.

## Работы в театре
- «Живой труп» Л. Н. Толстого — Протасов
- «Самое главное» Н. Евреинова — Параклет
- «Тот, кто получает пощёчины» Л. Андреева — Тот
- «Мысль» Л. Андреева — Керженцев
- «Вишнёвый сад» А. Чехова — Трофимов
- «Павел I» Д. Мережковского — Павел I
- «Строитель Сольнес» Г. Ибсена — Сольнес

### Театр Корша
- 1932 — «Бесприданница» А. Н. Островского — Паратов

### МХАТ
- 1934 — «Таланты и поклонники» А. Н. Островского  — Нароков
- 1936 — «Дни Турбиных» М. А. Булгакова — Алексей Турбин
- 1939 — «Половчанские сады» Л. М. Леонова — Пыляев
- 1943 — «Последние дни» М. А. Булгакова — Геккерн
- «Кремлёвские куранты» Н. Ф. Погодина — Забелин
- 1944 — «Вишнёвый сад» А. П. Чехова  — Гаев
- 1945 — «Анна Каренина» Л. Н. Толстого  — Каренин
- 1950 — «Разлом» Б. А. Лавренёва — капитан Берсенев
- 1957 — «Мария Стюарт» Ф. Шиллера — Джордж Тальбот, граф Шрусбери

## Фильмография
- 1918 — Девьи горы — келейник Симеона
- 1924 — В угаре нэпа — Корабельников, инженер, член правления треста
- 1933 — Солнце восходит на западе — эпизод
- 1936 — Родина зовёт — врач-ортопед (нет в титрах)
- 1938 — Человек с ружьём — Захар Захарович Сибирцев
- 1940 — Голос Тараса — староста
- 1953 — Анна Каренина (экранизация спектакля МХАТа) — Каренин